# Morges vára
Morges vára vagy Morges-kastély (franciául Château de Morges) egy középkori várkastély a Svájc nyugati határán fekvő Vaud kantonban található Morges városában; az ország nemzeti jelentőségű épített örökségének egyik eleme (a kulturális javak fegyveres konfliktus esetén történő védelméről szóló hágai egyezmény (HAK) szerint).

## Története
1286-ban Savoyai Lajos alapított várost ezen a vidéken egy olyan legelőn, ahol előzőleg akasztófa állt. Idővel várkastély is épült a város védelmére, amely gyorsan közigazgatási és piacközponttá, valamint szárazföldi áruszállítási csomóponttá fejlődött.
A városközpont déli részén, a Genfi-tó partjától néhány lépésre magasodó kastély négyzet alaprajzú, négy kerek saroktoronnyal épült. Emlékeztet a szintén Vaud-beli Yverdon várkastélyára, amely mintaként szolgálhatott a Morges-i várkastély tervezésénél. Az építmény északi tornya nagyobb a többinél, ez fő toronyként szolgált. A magasított udvarhoz a középkorban kazamaták csatlakoztak, ezek első említései 1340-ből ismerek. A tópart felőli oldalon, a várfalakon kívül – Svájcban egyedülálló módon – erődített konyha kapott helyet, amit aztán 1363-ban átépítettek. Vaud Bern általi meghódítását követően a konyha teteje tüzelőállás lett, majd később kilátóvá alakították át.
A várost és a várkastélyt 1475-ben, majd 1530-ban is kifosztották. Vaud 1536-os, Bern általi elfoglalása után Morges 1539-ben szolgabírósági központ lett. A vár akkoriban siralmas állapotban volt, ezért az új tulajdonosok a következő évtizedben az erődítmények felső felét a tüzérségi igényeknek megfelelően átépítették. Mivel Morges nem adta meg magát elég gyorsan Bernnek, a városkapukat lerombolták. A kapuházak még jó ideig megmaradtak – 1769-ig, illetve az egyik 1803-ig –, ám utána végleg elpusztultak.
Az 1803-ban kantoni fegyvertárrá vált kastélyt 1836–39-ben közműépületekkel bővítették, majd 1871-ben egy robbanás következtében komoly károkat szenvedett. 1925-től Vaud kanton hadtörténeti múzeuma működik benne.

## Képek a vár hadtörténeti kiállításáról

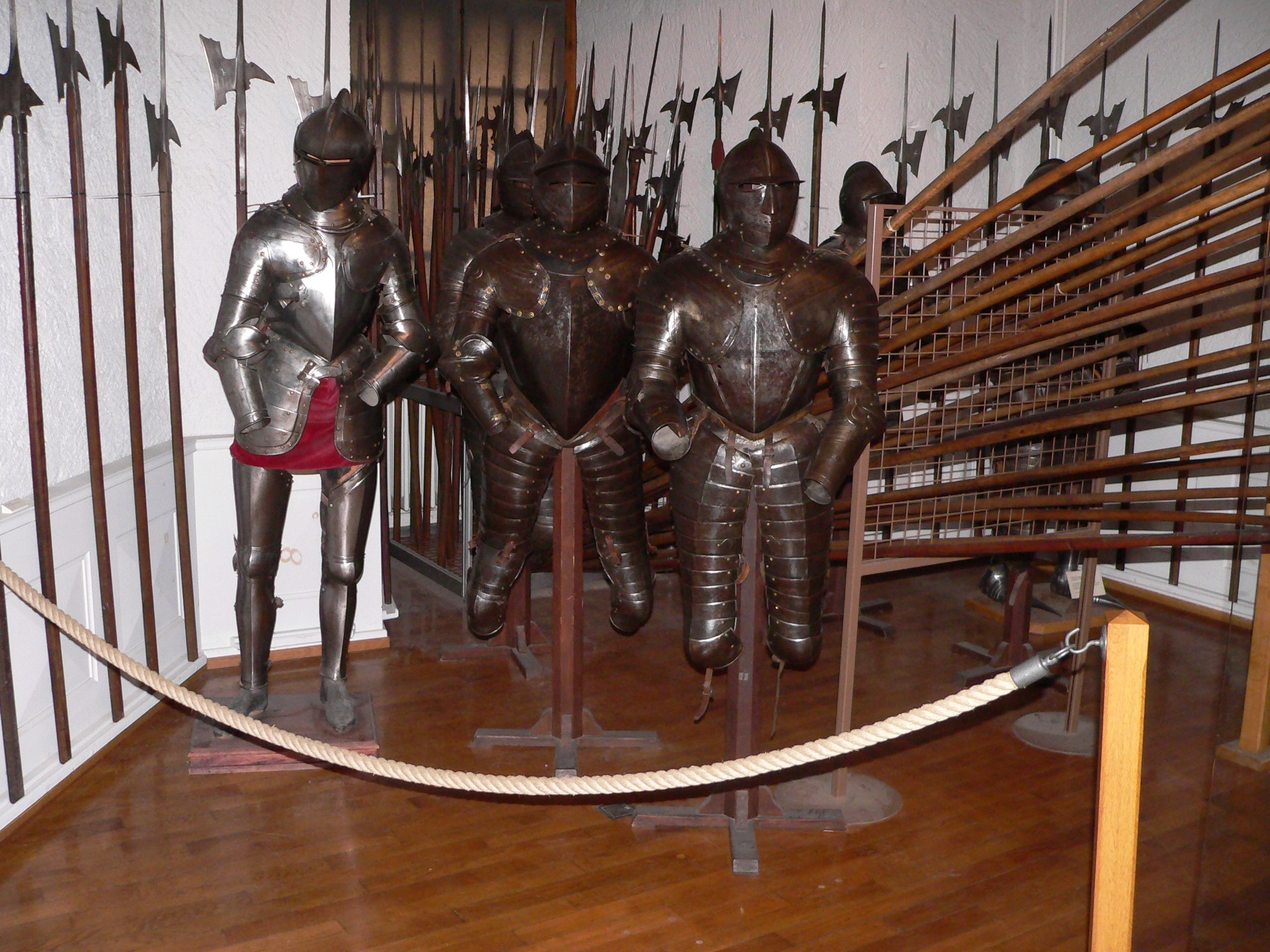
Középkori fegyverek és páncélzatok
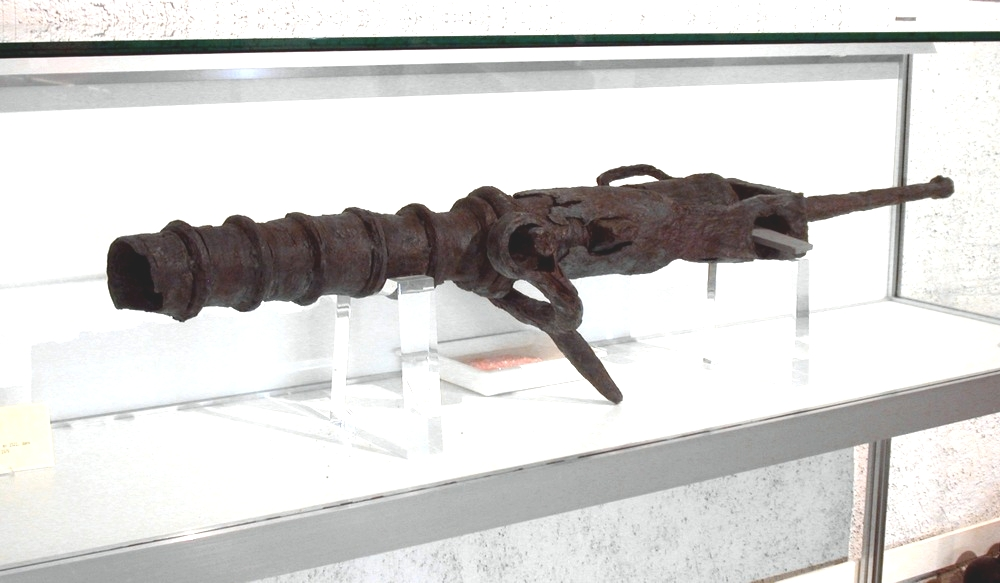
Korai hátultöltős forgópisztoly
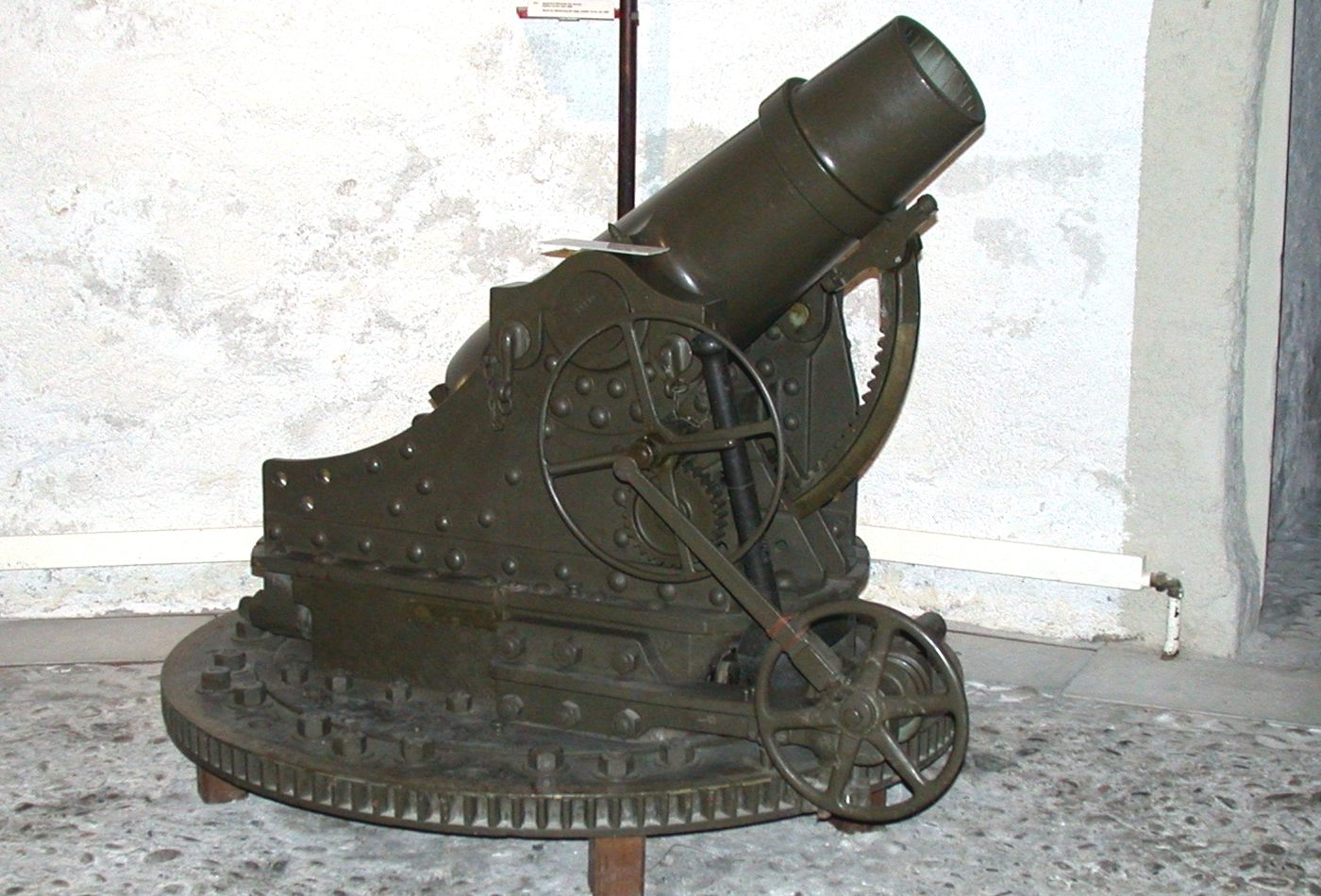
15 cm-es svájci mozsárágyú
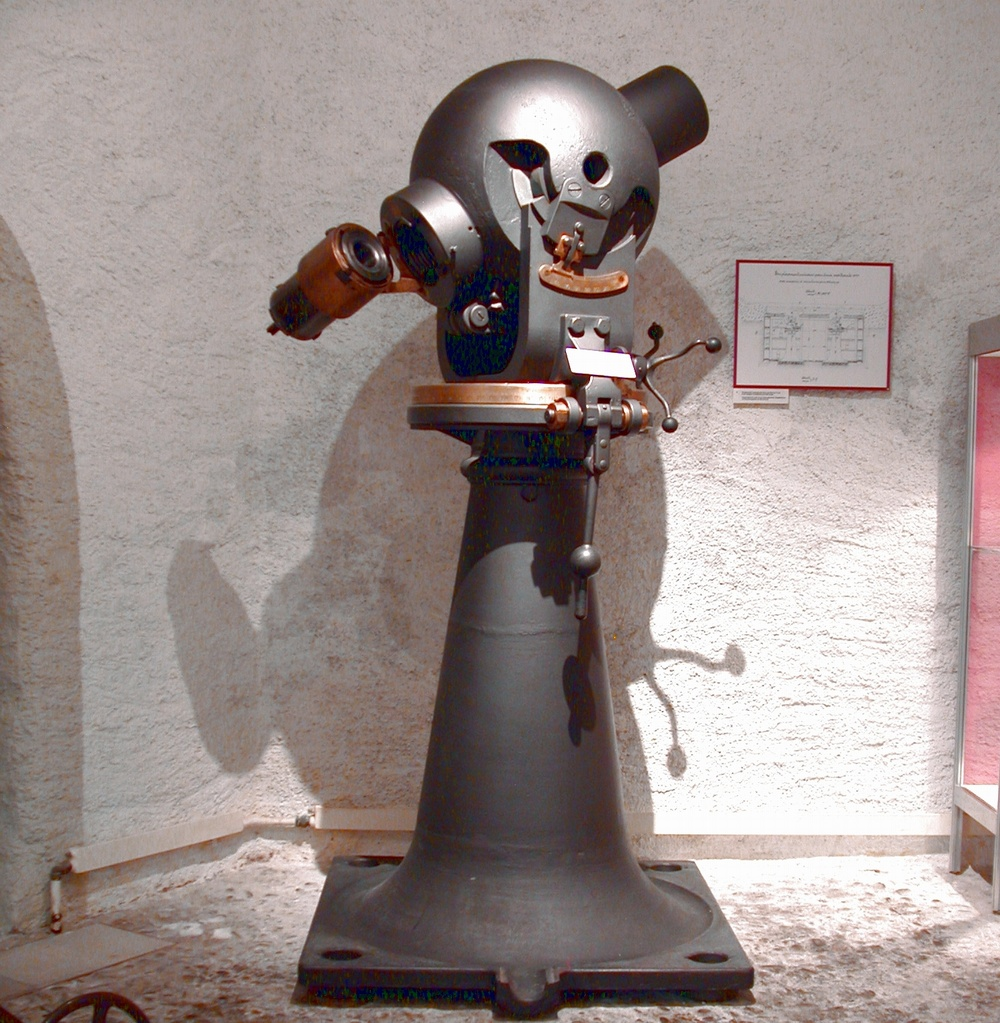
12 cm-es mozsárágyú
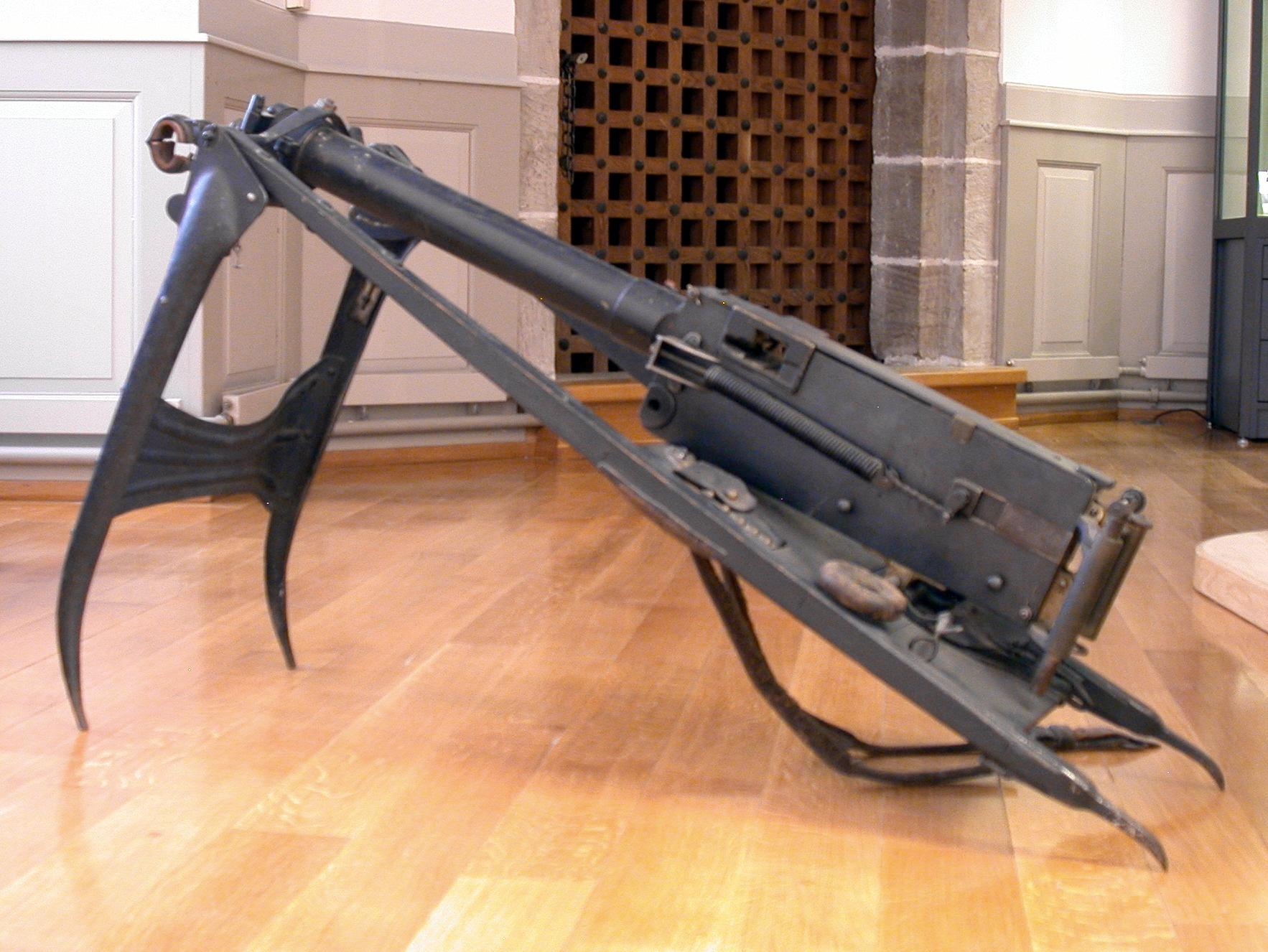
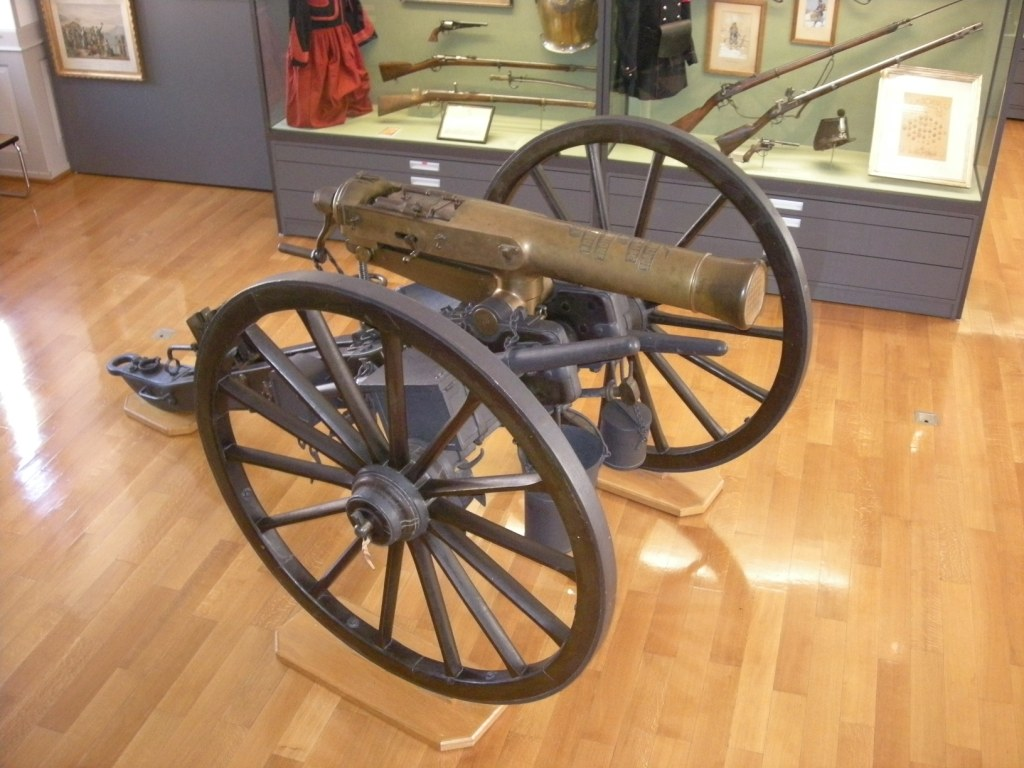

## Fordítás
Ez a szócikk részben vagy egészben  a   Morges Castle című angol Wikipédia-szócikk fordításán alapul.  Az eredeti cikk szerkesztőit annak laptörténete sorolja fel. Ez a jelzés csupán a megfogalmazás eredetét és a szerzői jogokat jelzi, nem szolgál a cikkben szereplő információk forrásmegjelöléseként.